# حشاني عبد القادر
حشاني عبد القادر أحد قادة الجبهة الإسلامية للإنقاذ في الجزائر ، ولد في 26 ديسمبر 1956 قسنطينة الجزائر
والده هو المجاهد إبراهيم حشاني أول امين عام لمنظمة المجاهدين في الجزائر. تخرج من معهد البيتروكيماء من بومرداس بالجزائر، متزوج وأب لأربعة أبناء عمل بشركة سوناطراك لغاية يوم اعتقاله.
قبل الانفتاح السياسي سنة 1988 ومابعدها، انتظم عبد القادر حشانى في صفوف الجماعة الإسلامية «جماعة الشرق» التي كان يرأسها الشيخ عبد الله جاب الله منذ 1974، وكان أمين سره، كما اعتقل سنة 1985 رفقة مجموعة من إطارات الجماعة على رأسها الشيخ جاب الله، بتهمة الانتماء لجماعة مصطفى بويعلي، وتعرض للتعذيب الشديد. وأفرج عنه في غضون 1986 .
كان من قادة الجبهة الإسلامية للإنقاذ في الجزائر سنة 1989 إثر تعديل الدستور وفتح المجال لتأسيس أحزاب سياسية،
أصبح رئيس المكتب التنفيذي الوطني للحزب بعد اعتقال رئيس الجبهة عباسي مدني وعلي بلحاج إثر الإضراب العام سنة 1991،
بعدها عقدت الجبهة الإسلامية للإنقاذ مؤتمرا لها سمي بمؤتمر «الوفاء» عقد في مدينة باتنة وتم على إثره انتخاب عبد القادر حشاني كرئيس للمكتب التنفيذي الوطني للجبهة.
استطاع أن يغير خطاب الجبهة إلى خطاب عقلاني ومعتدل، وحقق انتصارا كبيرا في الانتخابات التشريعية في 26 ديسمبر 1991، والتي ألغتها القيادة العسكرية في الجزائر.
اعتقل حشاني عبد القادر في 22 جانفي 1992 وأودع سجن سركاجي، إلى أن تم الإفراج عنه في 7 جوان 1997
واصل نشاطه السياسي بعد خروجه من السجن لكن يد الغدر لم تمكنه من القيام بدوره العقلاني والحكيم والرزين في حل الأزمة الجزائرية، ومن ثم تم اغتياله في 22 نوفمبر 1999.

## حياته
ذكر الوزير السابق أحمد طالب الإبراهيمي انه كان شابا ناضجا يتسم بفكر منفتح. وله رؤية واضحة للدولة الحديثة.ثم ذكر الابراهيمى في قناة الجزيرة (شاهد على العصر) يوم 28
-7-2013 قال " لما فازت جبهة الإنقاذ الإسلامية في الجزائر في المرحلة الأولى للانتخابات بما يقدر بحوالى 50 % من اجمالى المقاعد. جاءنى الشاب عبد القادر حشانى وكان يتردد على ليستشيرنى. فقلت له ان هذه النتيجة لن تمر على خير. قال: فماذ؟ قلت له لابد من تنازلات. فذهب ثم جاءنى قائلا لقد اتفقنا على إجراء تنازلات. ألا وهي 1- سنكتفى بما حصلناه في المرحلة الأولى وسنوجه ناخبينا للتصويت إلى حزب اخر حتى يحدث التوازن 2- لن نسعى إلى رئاسة الوزراء أو تشكيل الحكومة 3- سنكتفى بثلاثة حقائب وزارية فقط هي " التعليم - العدالة - الشئون الاجتماعية " وبالفعل قمت بترتيب لقاء له مع صهر الشاذلى رئيس الجمهورية. واخبرته بهذه التنازلات حتى يبلغها للرئاسة. واظن انه بعد وصول خبر هذه المقابلة وما اسفرت عنه إلى قيادات الجيش. قاموا باقالة الشاذلى أو انه اجبر على الاستقالة بعد أربعة أيام. وقاموا بعدها بالغاء نتيجة الانتخابات والانقلاب المشهور على ^بهة عباس مدني " جبهة الإنقاذ الإسلامية الجزائرية "

## إغتياله
قتل في 22 نوفمبر/ تشرين الثاني 1999 إثر إصابته برصاصتين في الرأس بينما كان في قاعة الانتظار في عيادة طبيب الأسنان بحي باب الواد الشعبي الذي يعتبر أحد معاقل الإسلاميين في العاصمة الجزائرية.

## روابط خارجية
- حشاني عبد القادر على موقع مونزينجر (الألمانية)